# 拉腊·马蒂
拉腊·卡廷卡·马蒂（德語：Lara Katinka Marti；1999年9月21日—），瑞士女子足球运动员，司职中场，目前效力于RB莱比锡和瑞士国家女子足球队。她曾代表瑞士参加2022年欧洲女子足球锦标赛和2023年国际足联女子世界杯等多场国际赛事。